# Pensacola – Flügel aus Stahl
Pensacola – Flügel aus Stahl (Originaltitel: Pensacola: Wings of Gold) ist eine US-amerikanische Fernsehserie, die von 1997 bis 2000 per Syndikation ausgestrahlt wurde.

## Handlung
Colonel Bill Kelly soll junge Offiziere des United States Marine Corps auf dem Marinefliegerstützpunkt Naval Air Station Pensacola in Pensacola, Florida ausbilden.

## Darsteller
| Rolle                              | Hauptrolle (Staffeln) | Schauspieler       | Synchronsprecher  |
| ---------------------------------- | --------------------- | ------------------ | ----------------- |
| Lt. Col. Bill „Raven“ Kelly        | 1–3                   | James Brolin       | Ernst Meincke     |
| Maj. MacArthur „Hammer“ Lewis, Jr. | 2–3                   | Bobby Hosea        | Ingo Albrecht     |
| Lt. Tucker „Spoon“ Henry III       | 2–3                   | Michael Trucco     | Matthias Hinze    |
| Lt. Alexandra „Ice“ Jensen         | 2–3                   | Sandra Hess        | Anke Reitzenstein |
| Lt. Abigail „Mad Dog“ Hawling      | 3                     | Felicity Waterman  |                   |
| Capt. Edward „Capone“ Terelli      | 3                     | David Quane        |                   |
| Kate Anderson                      | 2–3                   | Barbara Niven      | Arianne Borbach   |
| Lt. Butch „Burner“ Barnes          | 2–3                   | Kenny Johnson      | Dietmar Wunder    |
| Lt. Bobby „Chaser“ Griffin         | 1                     | Rodney Rowland     | Nicolas Böll      |
| Lt. Annalisa „Stinger“ Lindstrom   | 1                     | Kathryn Morris     | Claudia Lehmann   |
| Lt. Wendell „Cipher“ McCray        | 1                     | Rodney Van Johnson | Peter Flechtner   |
| Lt. A.J. „Buddha“ Conaway          | 1                     | Salvator Xuereb    | Johannes Berenz   |
| Janine Kelly                       | 1                     | Kristanna Loken    | Dascha Lehmann    |